# Sinologia
Sinologia ou estudos chineses é o estudo da civilização da China, o que normalmente exige profundos conhecimentos de um ou mais idiomas chineses. Na China, 'sinologistas' às vezes são chamados afetivamente e com admiração 'perito sobre a China' (中國通). O início da sinologia se deu aquando da penetração de missionários do ocidente, tal como o Padre Iakinf, o Padre Matteo Ricci, S.J., o Padre Michele Ruggieri, o Padre Adam Schall, S.J. e outros, que foram à China para estudar o idioma, a cultura e as crenças. Esses missionários traduziram partes dos textos clássicos chineses ao latim e a outros idiomas do Ocidente, e a Bíblia ao chinês. Eles também escreveram muitas cartas lá da China, as quais eram lidas com grande interesse, pois naquela época a China começou a ser considerada política e economicamente interessante.
Nos séculos XVIII e XIX, outros missionários, como James Legge (1815-1897), despenderam consideráveis esforços na tentativa de convencer universidades ocidentais a adotar a sinologia como uma disciplina curricular. Aos poucos, os estudiosos não religiosos se tornaram a maioria,, superando os missionários. No século XX, aos poucos, a sinologia veio adquirir força e a se tornar numa presença notável nas universidades do mundo ocidental.
No Japão, a sinologia - Shinagaku ou 支那学 , em japonês - foi estabelecida em uma combinação efetiva de estudos confucianos tradicionais com a sinologia ocidental. Os estudos chineses no Japão mais tarde passaram a fazer parte dos estudos orientais. A sinologia organizou-se em escolas distintas, vinculadas aos seus países de origem ou língua. A corrente anglófona teve entre seus grandes expoentes o já citado James Legge, Arthur Walley (tradutor), Joseph Needham (História das Ciências), Michael Loewe (História da China Antiga), William Watson (Arqueologia), além dos atuais William T. De Bary (tradutor e ensaísta), Burton Watson (tradutor) e Jonathan Spence (China Moderna). Embora não de modo absoluto, a principal característica desta corrente consiste na abordagem econômica da história, separada da tentativa literária de tradução dos clássicos (com exceção de Needham).
Entre os franceses, destacaram-se Henri Cordier (Historiador), Seraphin Couvreur (tradutor), Henri Maspero (historiador das religiões chinesas), Marcel Granet (introdutor do método sociológico na sinologia moderna, antecedendo em décadas as modernidades da Escola dos Analles), e os atuais Jacques Gernet (historiador), Anne Cheng (historiadora do pensamento chinês) e François Jullien (sinólogo e intérprete do pensamento chinês para o Ocidente). Os franceses preferiram uma abordagem mais culturalista e filosófica, sendo - nas palavras de Lin Yutang - os que melhor se aproximaram do pensamento chinês.
Somam-se ao grupo autores de diversas outras nacionalidades, tal como Richard Wilhelm (alemão, autor de uma das melhores traduções do I Ching), Etienne Balazs (húngaro, autor de obras em francês sobre a concepão de "imobilismo" da história chinesa), Robert Van Gulik, De Groot e J. Duyvendak (holandeses), entre muitos outros.   
Embora os portugueses tenham sido os primeiros visitantes regulares da China na era moderna, iniciando os primórdios da sinologia moderna, a sua produção neste campo foi irregular e variável. No período dos séculos XVI-XVIII, destacam-se textos de caráter descritivo, tal como o Tratado das cousas da China, de Gaspar da Cruz (1570) e Em demanda do Catai, de Bento de Góis (1603-1607). Não devemos subestimá-las, porém; são os portugueses os primeiros a entrar em contato com o Tibete, por exemplo, em duas cartas do Jesuíta António de Andrade (1626), demonstrando um arrojo e curiosidades ilimitadas pelo Oriente - qualidades manifestas claramente numa outra obra (anterior) de Fernão Mendes Pinto, Peregrinação, na qual o autor relata uma série de aventuras (fantásticas ou não) passadas em diversos pontos da Ásia.
Com a estabilização das relações sino-portuguesas através da consolidação de Macau, aparentemente o papel das investigações retrocede, buscando-se um modo de convivência. Tal gerou uma relativamente farta documentação burocrática, mas que pouco nos concede em termos de entendimento cultural da civilização chinesa. Seriam poucos, pois, que buscariam estudá-la em caracteres mais amplos. No período de passagem século XIX-XX, encontraremos Camilo Pessanha em Macau dedicando-se à tradução da arte e da poesia chinesa; Marques Pereira publicará a revista "Ta-ssi-yang-kuo", tratando sobre história e cultura chinesas e Moraes Palha escreverá um "Esboço crítico da civilização chineza".
O século XX veria, no entanto, um renascer das atividades sinológicas. O padre português Joaquim Guerra faria uma tradução inédita da obra clássica de Confúcio, os Analectos, tal como os seus equivalentes James Legge ou Seraphin Couvrer. O padre Benjamim Videira Pires, S.J., escreve uma belíssima obra sobre o processo de fusão cultural em Macau; uma tentativa institucional, concretizada na Fundação Oriente, incentivaria a formação de quadros especializados no tema. Por vário lados, pois, a sinologia retoma seu curso como área de estudo. No século XXI destacam-se as traduções a partir do chinês clássico para língua portuguesa do Tao Te King e de Chuang Tse e respetivos comentários por António Miguel de Campos.
No Brasil, pouca - mas de algum modo, substancial e atualizada - contribuição foi dada aos estudos chineses. Destacam-se o livro de viagens de Osny Duarte (viagem à China, feito na década de 50), José Roberto Leite, cujo estudo "China no Brasil" mostra o intercâmbio entre as duas civilizações, Ricardo Joppert - sinólogo com formação específica na França e na China - autor de "Alicerce Cultural da China" e "Samadhi em verde azul", entre outras obras, André Bueno, sinológo, filósofo e historiador preocupado em difundir o campo no país, autor de artigos diversos que vão do pensamento chinês a questões como arte e teoria sinológica, e Mário Bruno Sproviero, especialista em letras e tradutor de uma versão originalíssima do Tao Te Ching de Lao Tsé.
Conquanto a sinologia seja uma ciência essencialmente ocidental, muito se discute sobre os seus métodos e perspectivas. Em ocasião recente, alguns especialistas trataram o próprio termo "sinologia" como uma forma de neocolonialismo, dispensável. Sabe-se, porém, que este campo específico de estudo tem incorporado teorias e metodologias (muitas de origem legitimamente chinesa) que a colocam numa posição especial no campo das ciências humanas, o que tem feito com que sua especificidade se mantenha.